# 1375
Il 1375 (MCCCLXXV in numeri romani) è un anno  del XIV secolo.

## Eventi
- 21 giugno: scomparirebbe, secondo la leggenda, Azzurrina. La figura della bambina diventerà popolare nel XX secolo quando si registreranno avvistamenti del suo fantasma
- 20 dicembre - Simone da Borsano (1310 - Nizza, 1381), Arcivescovo di Milano (1370 - 1376), è nominato Cardinale da Papa Gregorio XI
- Da questo anno si costituì a Firenze la Compagnia dei Bianchi

## Nati
- 11 marzo - Francesco Aregazzi, vescovo cattolico italiano († 1437)
- Raffaele Adorno, doge († 1458)
- Juan Alfonso de Baena, scrittore spagnolo († 1434)
- Baldassarre di Werle, principe († 1421)
- Benincasa da Montepulciano, religioso italiano († 1426)
- Jean de Brosse, militare francese († 1433)
- Vittore Canal, politico italiano († 1458)
- Giovanni Raimondo Folch I de Cardona, nobile († 1441)
- Giovanna d'Aragona, nobildonna († 1407)
- Giovanni VII di Werle, principe († 1414)
- Guglielmo III di Baviera, nobile († 1435)
- Fatma Hundi Hatun, principessa ottomana († 1430)
- Maria di Berry, contessa († 1434)
- Giovanni Moncada Alagona, nobile, politico e militare italiano († 1452)
- Ottaviano Nelli, pittore e miniatore italiano († 1444)
- Sicco Polenton, scrittore, umanista e giurista italiano († 1447)
- Riccardo Plantageneto, III conte di Cambridge, conte († 1415)
- Alberto III di Sassonia-Wittenberg, nobile († 1422)
- Antoine de Vergy, militare francese († 1439)
- Jean de Malestroit, cardinale e vescovo cattolico francese († 1443)
- Giano di Cipro, re († 1432)
- Giovanni II di Empúries, principe († 1401)

## Morti
- 20 gennaio - Giacomo IV di Maiorca, sovrano spagnolo (n. 1336)
- 23 gennaio - Antonia del Balzo, regina
- 31 gennaio - Margherita Drummond, regina (n. 1340)
- 13 marzo - Quṭb al-Dīn Shāh Maḥmūd, nobile persiano
- 16 aprile - John Hastings, II conte di Pembroke, militare inglese (n. 1347)
- 20 aprile - Eleonora di Sicilia, principessa italiana (n. 1325)
- 21 aprile - Elisabetta di Meißen, nobile tedesca (n. 1329)
- 5 maggio - Giovanni di Hildesheim, monaco cristiano e teologo tedesco
- 13 maggio - Stefano II di Baviera, duca tedesco (n. 1319)
- 16 maggio - Liu Ji, politico, funzionario e poeta cinese (n. 1311)
- 5 luglio - Carlo III d'Alençon, conte e arcivescovo cattolico francese (n. 1337)
- 5 agosto - Raimondo del Balzo, nobile italiano
- 1º settembre - Filippo d'Orléans, duca francese (n. 1336)
- 18 ottobre - Cansignorio della Scala, condottiero italiano (n. 1340)
- 24 ottobre - Valdemaro IV di Danimarca, re danese
- 12 novembre - Giovanni Enrico di Lussemburgo, nobile austriaco (n. 1322)
- 21 dicembre - Giovanni Boccaccio, scrittore e poeta italiano (n. 1313)
- Anichino di Bongardo, tedesco
- Paolo Alboino della Scala, italiano (n. 1343)
- Jean d'Arbois, pittore francese
- Luigi Gianfigliazzi, politico e letterato italiano (n. 1310)
- Giovanni di Lusignano, principe
- Giovanni III Malatesta, condottiero italiano
- Raimond de Salg, patriarca cattolico francese (n. 1300)
- Ibn al-Shatir, filosofo arabo (n. 1305)
- Mariano IV d'Arborea (n. 1319)
- Taddea da Carrara, nobile italiana
- Ibn al-Khatib, politico arabo (n. 1313)

## Calendario
| Calendario 1375 | Calendario 1375 | Calendario 1375 | Calendario 1375 | Calendario 1375 | Calendario 1375 | Calendario 1375 | Calendario 1375 | Calendario 1375 | Calendario 1375 | Calendario 1375 | Calendario 1375 | Calendario 1375 | Calendario 1375 | Calendario 1375 | Calendario 1375 | Calendario 1375 | Calendario 1375 | Calendario 1375 | Calendario 1375 | Calendario 1375 | Calendario 1375 | Calendario 1375 | Calendario 1375 | Calendario 1375 | Calendario 1375 | Calendario 1375 | Calendario 1375 | Calendario 1375 | Calendario 1375 | Calendario 1375 | Calendario 1375 | Calendario 1375 |
| --------------- | --------------- | --------------- | --------------- | --------------- | --------------- | --------------- | --------------- | --------------- | --------------- | --------------- | --------------- | --------------- | --------------- | --------------- | --------------- | --------------- | --------------- | --------------- | --------------- | --------------- | --------------- | --------------- | --------------- | --------------- | --------------- | --------------- | --------------- | --------------- | --------------- | --------------- | --------------- | --------------- |
|                 | 1               | 2               | 3               | 4               | 5               | 6               | 7               | 8               | 9               | 10              | 11              | 12              | 13              | 14              | 15              | 16              | 17              | 18              | 19              | 20              | 21              | 22              | 23              | 24              | 25              | 26              | 27              | 28              | 29              | 30              | 31              |                 |
| Gennaio         | Lu              | Ma              | Me              | Gi              | Ve              | Sa              | Do              | Lu              | Ma              | Me              | Gi              | Ve              | Sa              | Do              | Lu              | Ma              | Me              | Gi              | Ve              | Sa              | Do              | Lu              | Ma              | Me              | Gi              | Ve              | Sa              | Do              | Lu              | Ma              | Me              |                 |
| Febbraio        | Gi              | Ve              | Sa              | Do              | Lu              | Ma              | Me              | Gi              | Ve              | Sa              | Do              | Lu              | Ma              | Me              | Gi              | Ve              | Sa              | Do              | Lu              | Ma              | Me              | Gi              | Ve              | Sa              | Do              | Lu              | Ma              | Me              |                 |                 |                 |                 |
| Marzo           | Gi              | Ve              | Sa              | Do              | Lu              | Ma              | Me              | Gi              | Ve              | Sa              | Do              | Lu              | Ma              | Me              | Gi              | Ve              | Sa              | Do              | Lu              | Ma              | Me              | Gi              | Ve              | Sa              | Do              | Lu              | Ma              | Me              | Gi              | Ve              | Sa              |                 |
| Aprile          | Do              | Lu              | Ma              | Me              | Gi              | Ve              | Sa              | Do              | Lu              | Ma              | Me              | Gi              | Ve              | Sa              | Do              | Lu              | Ma              | Me              | Gi              | Ve              | Sa              | Do              | Lu              | Ma              | Me              | Gi              | Ve              | Sa              | Do              | Lu              |                 |                 |
| Maggio          | Ma              | Me              | Gi              | Ve              | Sa              | Do              | Lu              | Ma              | Me              | Gi              | Ve              | Sa              | Do              | Lu              | Ma              | Me              | Gi              | Ve              | Sa              | Do              | Lu              | Ma              | Me              | Gi              | Ve              | Sa              | Do              | Lu              | Ma              | Me              | Gi              |                 |
| Giugno          | Ve              | Sa              | Do              | Lu              | Ma              | Me              | Gi              | Ve              | Sa              | Do              | Lu              | Ma              | Me              | Gi              | Ve              | Sa              | Do              | Lu              | Ma              | Me              | Gi              | Ve              | Sa              | Do              | Lu              | Ma              | Me              | Gi              | Ve              | Sa              |                 |                 |
| Luglio          | Do              | Lu              | Ma              | Me              | Gi              | Ve              | Sa              | Do              | Lu              | Ma              | Me              | Gi              | Ve              | Sa              | Do              | Lu              | Ma              | Me              | Gi              | Ve              | Sa              | Do              | Lu              | Ma              | Me              | Gi              | Ve              | Sa              | Do              | Lu              | Ma              |                 |
| Agosto          | Me              | Gi              | Ve              | Sa              | Do              | Lu              | Ma              | Me              | Gi              | Ve              | Sa              | Do              | Lu              | Ma              | Me              | Gi              | Ve              | Sa              | Do              | Lu              | Ma              | Me              | Gi              | Ve              | Sa              | Do              | Lu              | Ma              | Me              | Gi              | Ve              |                 |
| Settembre       | Sa              | Do              | Lu              | Ma              | Me              | Gi              | Ve              | Sa              | Do              | Lu              | Ma              | Me              | Gi              | Ve              | Sa              | Do              | Lu              | Ma              | Me              | Gi              | Ve              | Sa              | Do              | Lu              | Ma              | Me              | Gi              | Ve              | Sa              | Do              |                 |                 |
| Ottobre         | Lu              | Ma              | Me              | Gi              | Ve              | Sa              | Do              | Lu              | Ma              | Me              | Gi              | Ve              | Sa              | Do              | Lu              | Ma              | Me              | Gi              | Ve              | Sa              | Do              | Lu              | Ma              | Me              | Gi              | Ve              | Sa              | Do              | Lu              | Ma              | Me              |                 |
| Novembre        | Gi              | Ve              | Sa              | Do              | Lu              | Ma              | Me              | Gi              | Ve              | Sa              | Do              | Lu              | Ma              | Me              | Gi              | Ve              | Sa              | Do              | Lu              | Ma              | Me              | Gi              | Ve              | Sa              | Do              | Lu              | Ma              | Me              | Gi              | Ve              |                 |                 |
| Dicembre        | Sa              | Do              | Lu              | Ma              | Me              | Gi              | Ve              | Sa              | Do              | Lu              | Ma              | Me              | Gi              | Ve              | Sa              | Do              | Lu              | Ma              | Me              | Gi              | Ve              | Sa              | Do              | Lu              | Ma              | Me              | Gi              | Ve              | Sa              | Do              | Lu              |                 |